# Máquina apocalíptica

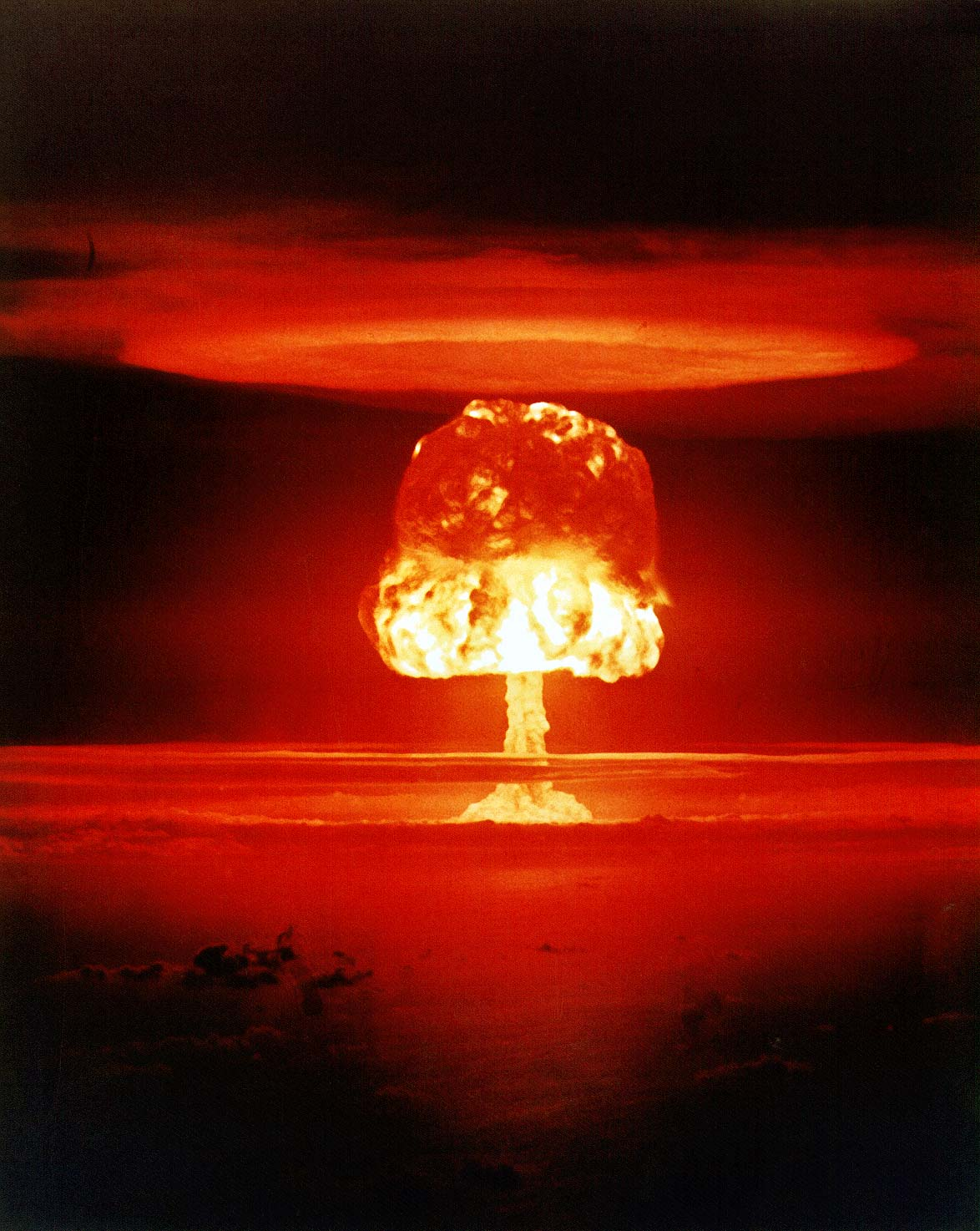
Muitos dispositivos do Juízo Final são baseadas no fato de que bombas de hidrogênio pode criar grandes quantidades de cinzas nucleares.

Uma máquina apocalíptica ou máquina do Juízo Final é uma construção hipotética — geralmente uma arma — que poderia destruir toda a vida na Terra, ou destruir a própria Terra.

## Teoria
Máquinas apocalípticas têm sido apresentadas na literatura e na arte, especialmente no Século XX, onde o avanço da ciência e da tecnologia tem permitido aos seres humanos imaginar um meio definido e plausível de destruir o mundo ou toda a vida nele (ou, ao menos, a vida humana). Muitos clássicos do gênero da ficção científica abordam o tema, especialmente The Purple Cloud, de M. P. Shiel, escrito em 1901, onde um vazamento acidental de um certo gás mata todas as pessoas do planeta.
Após o advento das armas nucleares, especialmente a bomba de hidrogênio, estas têm sido componentes dominantes nas máquinas apocalípticas ficcionais. O estrategista Herman Kahn, do RAND, propôs uma "Máquina Apocalíptica" na década de 1950, que consistiria de um computador ligado a um aglomerado de bombas de hidrogênio, programado para detonar a todas simultaneamente e levar o planeta à destruição, ao sinal de um ataque nuclear oriundo de outra nação.
Tal esquema, de caráter ficcional, sintetizou para muitos os extremos da lógica suicida por trás da estratégia de Destruição Mútua Assegurada, que foi parodiada no filme Dr. Strangelove, de Stanley Kubrick, em 1964. Este é também um tópico principal no filme Beneath the Planet of the Apes, num paralelo com o tema da exterminação de espécies. Muitos desses modelos tomam por base o fato de que bombas de hidrogênio podem ser produzidas em tamanhos arbitrariamente grandes, conforme o desenho de Teller-Ulam, ou que elas podem ser "incrementadas" com materiais designados para prolongar e potencializar o efeito destrutivo (como na bomba de cobalto).

## Cultura popular
- No filme Dr. Strangelove de Stanley Kubrick (1964), o embaixador soviético, após tomar conhecimento de que os norte-americanos não poderiam trazer de volta um bombardeiro carregado de armas nucleares enviado para a União Soviética, informa ao presidente que o premier soviético Kissoff ordenou a criação de uma máquina apocalíptica. A existência da máquina não havia sido ainda anunciada, simplesmente porque o premier "adorava surpresas", tornando-a inútil para seus propósitos de intimidar um ataque nuclear.
- Em Futurama, sabe-se que o Professor Farnsworth possui várias máquinas apocalípticas, que ironicamente são utilizadas algumas vezes para salvar o universo.
- Em Star Wars Episode IV: A New Hope e Star Wars Episode VI: Return of the Jedi, a Estrela da Morte pode ser entendida como uma máquina apocalíptica, uma vez que ela possui uma espécie de arma laser capaz de destruir um planeta inteiro.
- Em The Flintstones, o personagem Gazoo é enviado à Terra como punição por ter criado um botão que, ao ser pressionado, poderia aniquilar todo o universo.